# الفرع الظاهر للشريان المنعطف الفخذي الإنسي
الفرع الظاهر للشريان المنعطف الفخذي الإنسي (بالإنجليزية: Superficial branch of medial circumflex femoral artery)‏‏هو شريان يتفرعُ من شريان منعطف فخذي إنسي.